# Multivibrator
Een multivibrator is een elektronische schakeling die de basis vormt voor een aantal eenvoudige twee-toestanden-systemen, zoals knipperlichten, timers en flipflops. De multivibrator bestaat meestal uit twee onderdelen met versterkereigenschappen (transistoren, logische poorten, elektronenbuizen of andere apparaten) die kruislings meegekoppeld zijn door middel van tijdbepalende elementen: weerstanden en condensatoren.
Er zijn drie soorten multivibrator schakelingen:
- De astabiele multivibrator (AMV). De schakeling kent geen stabiele toestand. De schakeling oscilleert en valt daarmee in de groep elektronische oscillatoren. De astabiele multivibrator wordt ook wel een relaxatie-oscillator genoemd.
- De monostabiele multivibrator (MMV). Ook wel monoflop of one-shot genoemd. Als de schakeling door een trigger uit de stabiele in een niet-stabiele toestand wordt gebracht, zal de schakeling na een bepaalde tijd weer in de stabiele toestand terugkeren.
- De bistabiele multivibrator (BMV). De bistabiele multivibrator kent twee stabiele toestanden en wordt daarom ook wel een flipflop genoemd, het fundamentele geheugenelement.

De eerste twee kunnen worden beschouwd als een combinatie van analoge en digitale techniek. De tijdsvertraging wordt analoog tot stand gebracht met weerstanden en condensatoren en door het toepassen van grenswaarden (drempelspanning of -stroom) wordt hieruit een digitale positie afgeleid die aan de uitgang van de schakeling wordt aangeboden. 

## Astabiele multivibrator

Standaardschakeling van een astabiele multivibrator met transistoren

Bij de AMV geleiden de transistoren Q1 en Q2 afwisselend doordat de condensatoren steeds geladen en ontladen worden. De oscillatie komt tot stand door kleine verschillen in de componenten en de versterkte ruis in de transistors. De snelheid van afwisselend geleiden is afhankelijk van de capaciteit van de condensatoren C1 en C2 en de waarde van de weerstanden R2 en R3 in combinatie met de drempelwaarden van de basis-emitterovergangen van de transistors.
De oscillatorfrequentie van een astabiele multivibrator kan als volgt berekend worden:
{\displaystyle f={\frac {1}{T}}={\frac {1}{\ln(2)\cdot RC}}\approx {\frac {1}{0{,}693\cdot (R_{2}C_{1}+R_{3}C_{2})}}}
Hierbij geldt:
- f is de frequentie (in hertz)
- T is de periodetijd (de som van de aan- en uittijd; in seconden)
- R2 en R3 zijn de weerstandswaarden (in ohm)
- C1 en C2 zijn de capaciteitswaarden (in farad)

## Monostabiele multivibrator

Standaardschakeling van een monostabiele multivibrator met transistoren

In de stabiele toestand van de MMV geleidt transistor Q2 en spert Q1. Een (korte) negatieve puls op de ingang (feitelijk het kortsluiten van de basis-emitterovergang van transistor Q2) zorgt ervoor dat schakeling uit de stabiele toestand wordt gebracht. Transistor Q2 zal sperren waardoor zijn collectorspanning via R3 hoog wordt en de linker Q1 via R4 in geleiding wordt gebracht. Zijn collector wordt nul waardoor condensator C1 door Q1 wordt ontladen en als de triggerpuls is verdwenen vervolgens via weerstand R2 in omgekeerde richting weer opgeladen. Als de spanning op het knooppunt van C1, R2 en de basis van transistor Q2 voldoende is toegenomen zal deze in geleiding komen, en wordt Q1 gesperd. Nu wordt condensator C1 weer in de oorspronkelijke polariteit opladen. De rustpositie is daarmee weer bereikt. 
Onderscheid wordt gemaakt tussen de hertriggerbare en niet-hertriggerbare MMV, dat wil zeggen of de niet-stabiele toestand wel resp. niet kan worden verlengd door de triggerpuls langer te laten duren. Bij de hertriggerbare MMV gaat de tijdvertraging meestal pas in na het verdwijnen van de triggerpuls.
De tijd van een monostabiele multivibrator kan als volgt worden berekend:
{\displaystyle T=\ln(2)\cdot RC\approx 0{,}693\cdot R_{2}\cdot C_{1}}
Hierbij geldt:
- T is de tijd (in secondes)
- R2 is de weerstandswaarde (in ohm)
- C1 is de capaciteitswaarde (in farad)

Is de tijdsduur van de triggerpuls langer dan deze waarde dan zal de tijdsduur van de niet-stabiele positie navenant worden verlengd.

## Bistabiele multivibrator

Standaardschakeling van een bistabiele multivibrator met transistoren

De beginstand van de bistabiele multivibrator of flipflop is na inschakelen gewoonlijk niet te voorspellen. Door middel van twee triggers (bijvoorbeeld drukknoppen) kan de stand van de schakeling worden gewijzigd. In de ene stand (Set) zal de rechter transistor Q2 sperren en de linker Q1 geleiden, in de andere stand (Reset) zal transistor Q2 geleiden en Q1 sperren. Deze situaties blijven bestaan, ook als de triggers wegvallen, waarmee de geheugenfunctie een feit is. Valt de voedingsspanning weg dan is de geheugenwerking ook verdwenen. Overigens worden er soms trucs toegepast om de beginstand steeds dezelfde te laten zijn. Dat kan bijvoorbeeld van pas komen bij een lichtschakelaar die met twee drukknoppen aan- of uitgezet kan worden. Een vaak toegepaste truc is het aanbrengen van een kleine condensator over een van de twee triggers waardoor die trigger bij het opstarten even gesloten lijkt. 

## Geïntegreerde schakelingen
Multivibrators zijn veelvoorkomende elementen in de elektronica en worden al sinds de begintijd van de geïntegreerde schakelingen (IC's) gefabriceerd. De allerbekendste uitvoering is de NE555 (en alle varianten hiervan, inclusief de tweevoudige NE556 en viervoudige NE558), die nog steeds volop wordt gebruikt in zowel astabiele als monostabiele multivibrator. Maar ook een bistabiele toepassing is mogelijk. Andere (logische) IC's zijn: 74123, 74221, CD4047, CD4098, CD4538 en alle varianten hierop.